# WWE SmackDown vs. Raw 2009
WWE SmackDown vs. Raw 2009 est un jeu vidéo de catch développé par Yuke's et commercialisé par THQ sur consoles PlayStation 2, PlayStation 3, PlayStation Portable, Nintendo DS, Wii et Xbox 360. Le jeu est le dixième de la série des WWE SmackDown vs. Raw. TOSE a supervisé la version Nintendo DS. Le jeu est commercialisé en novembre 2008.
Le jeu vidéo est basé sur la promotion de lutte professionnelle, World Wrestling Entertainment (WWE), et est nommé d'après les deux branches de la promotion Raw et WWE SmackDown,. Le jeu intronise un bon nombre de nouvelles fonctionnalités incluant Inferno match, un nouveau type de Tag team match, et quatre nouveaux modes : Create-a-Finisher, Road to WrestleMania, Carrière et Multijoueur, dont le retour de nouveaux modes tels que le Backstage Brawl et le Gauntlet match.

## Annonce
Le 28 mars 2008, IGN diffuse les premières images de Smackdown vs Raw 2009. La vidéo montre un tag team match entre les Hardy Boyz (Matt Hardy et Jeff Hardy) contre Randy Orton et Mr. Kennedy durant laquelle les nouveaux mouvements par équipes sont expliqués incluant Tag Team Finishers (Prise de finitions en équipes), Double team Moves (prise en équipes), Shared Momentum (Vitesse partagée), Pull Down Maneuver (baisser la manœuvre), Apron Hold, Referee distraction (distraire l'arbitre), Action on the Apron (action dans les cordes), Force Tag (changement forcé), Hot Tag (entré sur le ring du 2e catcheur en puissance) et Improved camera (caméra améliorée).
Une autre vidéo annonce la possibilité de créer sa propre prise de finition grâce à plus de 500 animations, pour fabriquer un prise de finition unique. Le mode carrière/General Manager sera cette fois remplacé par Road To Wrestlemania, qui aura le même principe. Il devrait y avoir une histoire par catcheur qui dure environ 3 mois. Dans ce mode, seul Chris Jericho, Triple H, The Undertaker, Rey Mysterio, Batista, CM Punk et John Cena pourront être utilisés. Batista et Rey Mysterio peuvent être joués ensemble ou seul, mais il y aura un mode carrière, pouvant se jouer avec une superstar, une diva ou un caw.

## Jouabilité
Au total, 19 arènes sont proposées dans le jeu incluant Armageddon, Backlash, Cyber Sunday, ECW, The Great American Bash, Judgment Day, No Mercy, No Way Out, One Night Stand, Raw, Royal Rumble, Saturday Night's Main Event, SmackDown, SummerSlam, Survivor Series, Tribute to the Troops, Unforgiven, Vengeance et WrestleMania XXIV.

## Version Wii
La version Wii de Smackdown vs. Raw 2009 inclut de nouveaux types de match, 30 selon THQ incluant Ladder match (match à échelle), Steel Cage match (cage d'acier), Hell in a Cell (l'enfer en cage), ECW Extreme Rules (matchs à règles extrêmes) et Royal Rumble.
Pendant l'entrée des catcheurs, le joueur pourra réaliser les mouvements avec le nunchuk. Après le match, le vainqueur aura le choix entre serrer la main de son adversaire, continuer à le frapper ou simplement monter sur les cordes pour saluer le public. Ces fonctions devraient être uniques. THQ a également confirmé la possibilité, pour la première fois, de jouer avec les joueurs du monde entier via le Nintendo Wifi Connection. Contrairement aux autres versions du jeu, il est impossible de créer une prise de finition et les Inferno matchs sont absents.

## Bande son
Comme pour les précédentes versions de la série, la bande son expose plusieurs thèmes d'entrée utilisés par les catcheurs durant l'émission (bon nombre de ces musiques sont composées par Jim Johnston) et autres musiques avec licence.
| Artiste       | Titre                 |
| ------------- | --------------------- |
| Bloodsimple   | "Dead Man Walking"    |
| Burn Halo     | "Save Me"             |
| Disturbed     | "Perfect Insanity"    |
| Egypt Central | "Taking You Down"     |
| Egypt Central | "You Make Me Sick"    |
| The Exies     | "Lay Your Money Down" |
| Murs          | "SWC"                 |
| P.O.D.        | "Addicted"            |
| Six           | "Better Than Mine"    |
| Steriogram    | "Get Up"              |

Également, certaines musiques d'entrée peuvent être jouées dans le menu du jeu. Il est également possible, pour les joueurs, d'attribuer une musique de leur choix (exposé sur le disque dur) à leur personnage créé.
P.O.D. a contribué avec ses deux titres, "Addicted" et "Booyaka 619", exposés dans la bande son du jeu.

## Contenus téléchargeables
Deux packs sont téléchargeables via le Xbox Live pour 320 points Microsoft ou le PlayStation Store pour 4 euros. Le premier inclut Charlie Haas, Evan Bourne, Super Crazy, Ted DiBiase Jr. et des costumes de mères noël pour Maria et Kelly Kelly et Kane masqué (seulement pour PS3). Le deuxième inclut Vader, Doink the Clown, Earthquake et The Bushwhackers.